# Platysenta atriciliata
Platysenta atriciliata är en fjärilsart som beskrevs av Augustus Radcliffe Grote 1874. Platysenta atriciliata ingår i släktet Platysenta och familjen nattflyn. Inga underarter finns listade i Catalogue of Life.